# Nekrolog 1. Quartal 1907
Nekrolog
◄◄
| ◄
| 1903
| 1904
| 1905
| 1906
| 1907 | 1908 | 1909 | 1910 | 1911 | ► | ►►
1. Quartal |
2. Quartal |
3. Quartal |
4. Quartal 1907
Weitere Ereignisse | Allgemeiner Nekrolog 1907
Die Beschreibung der verstorbenen Person sollte so kurz wie möglich gehalten sein und nur deren signifikante Tätigkeit(en) enthalten.
Neue Namen ggf. auch unter dem Geburts- und Sterbedatum, also etwa unter 1. Januar und im Geburts- und Sterbejahr (2024) eintragen (nur bei entsprechender großer Wichtigkeit). Für Beispiele siehe die schon vorhandenen Artikel.
Außerdem über die fünf zuletzt Verstorbenen, zu denen es einen ausreichend guten Artikel für eine Präsentation auf der Hauptseite gibt, nach der todesbedingten Überarbeitung der Artikel ggf. auch unter Wikipedia Diskussion:Hauptseite informieren und sie am besten auch in den anderen Wikipedia-Sprachversionen eintragen. Tipp: Regelmäßig bei news.google.de nach „ist tot“, „gestorben“ oder „verstorben“ suchen.
Wenn eine Person gestorben ist, gibt es viele Seiten zu dieser Person in der Wikipedia, die davon auch betroffen sind und entsprechend aktualisiert werden müssen. Beispiele: Namenübersichtsseite, Geburtsjahr, Geburtsort-Seiten und viele mehr.
Wie finde ich die betroffenen Seiten?
Im Suchfeld auf der linken Seite gibt man den Suchbegriff so ein: „Vorname Nachname“. Dann klickt man auf Volltext und alle Seiten mit entsprechendem Suchtext werden aufgerufen. Hier sieht man dann schnell, wo auch das Todesjahr Sinn macht oder sogar ein Teil des Artikels angepasst werden muss. Auch hilft das „Werkzeug“ auf der linken Seite sehr gut, um solche Seiten aufzufinden: „Links auf diese Seite“. Somit ist die Wikipedia wieder aktuell in allen Bereichen! Hinweis: bei Eintragung der Kategorie „Gestorben JAHR“ wird der Missbrauchsfilter 49 ausgelöst, was jedoch nicht schlimm ist. Siehe: Spezial:Missbrauchsfilter/49
Dies ist eine Liste von im ersten Quartal 1907 verstorbenen bekannten Persönlichkeiten. Die Einträge erfolgen innerhalb der einzelnen Daten alphabetisch sortiert. Tiere sind im Nekrolog für Tiere zu finden.

## Januar
| Tag        | Name                               | Beruf, bekannt als                                                                      | Alter | Beleg |
| ---------- | ---------------------------------- | --------------------------------------------------------------------------------------- | ----- | ----- |
| 1. Januar  | William Pearce Howland             | kanadischer Politiker, Vizegouverneur von Ontario                                       | 95    |       |
| 1. Januar  | Cyrill Kistler                     | deutscher Komponist, Musiktheoretiker und Musikpädagoge                                 | 58    |       |
| 2. Januar  | Otto Benndorf                      | deutscher Archäologe                                                                    | 68    |       |
| 2. Januar  | Eduard Beyer                       | deutscher Unternehmer und Tintenfabrikant                                               | 81    |       |
| 2. Januar  | Henry R. Pease                     | US-amerikanischer Politiker                                                             | 71    |       |
| 3. Januar  | Josef Foerster                     | böhmischer Komponist                                                                    | 73    |       |
| 3. Januar  | Charlotte Godley                   | englisch-neuseeländische Autorin von Briefen und einem Buch                             | 85    |       |
| 3. Januar  | Johannes Gottschick                | deutscher evangelischer Theologe                                                        | 59    |       |
| 3. Januar  | August von Rheden                  | 16. Erbdrost von Gandersheim, königlich preußischer Landrat und Politiker               | 53    |       |
| 4. Januar  | Hart Benton Holton                 | US-amerikanischer Politiker                                                             | 71    |       |
| 5. Januar  | Emil Albert Baldinger              | Schweizer Forstwissenschaftler und Politiker                                            | 68    |       |
| 6. Januar  | Jakob Pöschl                       | österreichischer Physiker und Hochschullehrer                                           | 78    |       |
| 6. Januar  | Jan Stanisławski                   | polnischer Maler                                                                        | 46    |       |
| 7. Januar  | Rudolph Roosen                     | deutscher Politiker, MdHB, Senator und Kaufmann                                         | 76    |       |
| 7. Januar  | Ernst August von Seuffert          | deutscher Rechtsgelehrter                                                               | 77    |       |
| 8. Januar  | Wilhelm Grempler                   | deutscher Prähistoriker                                                                 | 80    |       |
| 8. Januar  | Paul Julius Möbius                 | deutscher Neurologe                                                                     | 53    |       |
| 9. Januar  | Josef Aigner                       | deutscher Kaufmann und Politiker, MdR                                                   | 60    |       |
| 9. Januar  | Jacob Friedrich Behrend            | deutscher Jurist                                                                        | 73    |       |
| 9. Januar  | August Bensen                      | deutscher Bahnbeamter                                                                   | 81    |       |
| 9. Januar  | Peter Dietschi                     | Schweizer Redaktor, Verleger und Politiker (FDP)                                        | 76    |       |
| 9. Januar  | Edwin Roscoe Mullins               | britischer Bildhauer                                                                    | 58    |       |
| 9. Januar  | Pauline Savari                     | französische Künstlerin und Feministin                                                  | 47    |       |
| 9. Januar  | Bernhard von der Heydt             | preußischer Landrat                                                                     | 66    |       |
| 9. Januar  | Marie von Sachsen-Altenburg        | Prinzessin von Sachsen-Altenburg und durch Heirat die letzte Königin von Hannover       | 88    |       |
| 10. Januar | Samuel L. Bestow                   | US-amerikanischer Politiker                                                             | 83    |       |
| 10. Januar | Johann Baptist Büchel der Ältere   | liechtensteinischer römisch-katholischer Priester und Landtagsabgeordneter              | 82    |       |
| 11. Januar | Friedrich von Bonhoeffer           | deutscher Jurist                                                                        | 78    |       |
| 11. Januar | Heinrich Köhler                    | deutscher Ingenieur und Unternehmer                                                     | 70    |       |
| 11. Januar | Joseph Lehmann                     | deutscher Theologe (baptistisch), Schriftsteller und Lehrer                             | 74    |       |
| 11. Januar | Benno Milch                        | deutscher Unternehmer                                                                   | ≈77   |       |
| 11. Januar | Adam Paulsen                       | dänischer Physiker                                                                      | 74    |       |
| 11. Januar | Gustav Friedrich Eugen Rümelin     | deutscher Rechtswissenschaftler                                                         | 58    |       |
| 11. Januar | Anton Urspruch                     | deutscher Komponist                                                                     | 56    |       |
| 12. Januar | Adolf Hilgenfeld                   | deutscher protestantischer Theologe                                                     | 83    |       |
| 12. Januar | Felix Krahmer                      | deutscher Verwaltungsbeamter                                                            | 53    |       |
| 13. Januar | Albert Friedrich Berner            | deutscher Strafrechtslehrer an der Universität Berlin                                   | 88    |       |
| 13. Januar | Gustav Erdmann                     | deutscher Schauspieler                                                                  | 59    |       |
| 13. Januar | Jakob Hurt                         | estnischer Sprachwissenschaftler, Theologe und Folklorist                               | 67    |       |
| 13. Januar | Amund Ringnes                      | norwegischer Unternehmer                                                                | 66    |       |
| 14. Januar | James Fergusson, 6. Baronet        | britischer Gouverneur von South Australia, Neuseeland und Bombay                        | 74    |       |
| 14. Januar | Wilhelm von Hartel                 | österreichischer Altphilologe und Politiker                                             | 67    |       |
| 14. Januar | Hermann Iseke                      | deutscher Dichter                                                                       | 50    |       |
| 14. Januar | Hans Schmitt                       | österreichischer Klavierpädagoge, Pianist und Komponist                                 | 71    |       |
| 15. Januar | Karl von Perfall                   | deutscher Musiker und Bühnenleiter                                                      | 82    |       |
| 15. Januar | Ernst Stiller                      | deutscher Kaufmann und Politiker, MdR                                                   | 62    |       |
| 16. Januar | Paul Fritsch                       | deutscher Landesgerichtsrat und Sachbuchautor                                           | 80    |       |
| 17. Januar | Maximilian von Polenz              | deutscher Geheimrat und Politiker, MdR                                                  | 69    |       |
| 17. Januar | John Winans                        | US-amerikanischer Politiker                                                             | 75    |       |
| 18. Januar | Eduard von Faber                   | württembergischer Justizminister                                                        | 84    |       |
| 18. Januar | Wilhelm Krummel                    | deutscher Gutsbesitzer und Politiker                                                    | 73    |       |
| 19. Januar | Wilhelm Amandus Beer               | deutscher Maler und Hochschullehrer                                                     | 69    |       |
| 19. Januar | Beniamino Cesi                     | italienischer Pianist und Komponist                                                     | 61    |       |
| 19. Januar | Karl von Lotzbeck                  | Generalstabsarzt der Bayerischen Armee                                                  | 74    |       |
| 19. Januar | Henri Loux                         | elsässischer Maler                                                                      | 33    |       |
| 19. Januar | Wilhelm Heinrich Masser            | Sekretär; Vertrauter und Mitarbeiter von Fürstin Lucie von Pückler-Muskau               | 82    |       |
| 19. Januar | Giuseppe Saracco                   | italienischer Politiker                                                                 | 85    |       |
| 19. Januar | Pauline Savari                     | französische Künstlerin und Feministin                                                  | 47    |       |
| 19. Januar | Franziska von Wertheimstein        | Wiener Mäzenin                                                                          | 62    |       |
| 20. Januar | Émile Javal                        | französischer Augenarzt und Politiker                                                   | 67    |       |
| 20. Januar | Charles M. Shelley                 | US-amerikanischer Architekt, Bauunternehmer und Politiker sowie konföderierter Offizier | 73    |       |
| 21. Januar | Graziadio Ascoli                   | italienischer Sprachwissenschaftler                                                     | 77    |       |
| 22. Januar | Josef Kopp                         | Hof- und Gerichtsadvokat und niederösterreichischer Landtagsabgeordneter                | 79    |       |
| 22. Januar | Adolf Schmitthenner                | deutscher evangelischer Pfarrer und Heimatdichter                                       | 52    |       |
| 23. Januar | William Field, 1. Baron Field      | britischer Jurist                                                                       | 93    |       |
| 23. Januar | Theodore Frelinghuysen Singiser    | US-amerikanischer Politiker                                                             | 61    |       |
| 24. Januar | Russell Alexander Alger            | US-amerikanischer Politiker                                                             | 70    |       |
| 24. Januar | Felix Joseph Barrias               | französischer Historienmaler                                                            | 84    |       |
| 24. Januar | Moritz Steinschneider              | österreichisch-deutscher Bibliograph und Orientalist                                    | 90    |       |
| 24. Januar | William Whiteley                   | britischer Unternehmer                                                                  | 75    |       |
| 25. Januar | Albert Baxmann                     | deutscher Theaterschauspieler                                                           | 58    |       |
| 25. Januar | Andrew George Blair                | kanadischer Politiker                                                                   | 62    |       |
| 25. Januar | Hugo Buderus                       | deutscher Unternehmer und Politiker (NLP), MdR                                          | 65    |       |
| 25. Januar | John W. Davis                      | US-amerikanischer Politiker                                                             | 80    |       |
| 25. Januar | René Pottier                       | französischer Radrennfahrer                                                             | 27    |       |
| 26. Januar | Thomas Highet                      | schottischer Fußball- und Cricketspieler                                                | 53    |       |
| 27. Januar | Henry Wilbur Bentley               | US-amerikanischer Jurist und Politiker                                                  | 68    |       |
| 27. Januar | Adolf Haenle                       | deutscher Architekt                                                                     | 64    |       |
| 27. Januar | Joseph Thomas Murray               | US-amerikanischer Fabrikant und Erfinder                                                | 72    |       |
| 28. Januar | Richard W. Blue                    | US-amerikanischer Politiker                                                             | 65    |       |
| 28. Januar | Michael Foster                     | britischer Physiologe                                                                   | 70    |       |
| 28. Januar | Hermann Eduard Heubel              | Hamburger Architekt                                                                     | 52    |       |
| 28. Januar | Noble A. Hull                      | US-amerikanischer Politiker                                                             | 79    |       |
| 28. Januar | Charles Nolin                      | kanadischer Politiker                                                                   |       |       |
| 29. Januar | Karl von Bodelschwingh-Plettenberg | westfälischer Gutsbesitzer und Politiker                                                | 85    |       |
| 29. Januar | Ernst Herbert-Kerchnawe            | österreichischer Fabrikant und Politiker, Landtagsabgeordneter                          | 64    |       |
| 29. Januar | Mizzi Kaspar                       | Geliebte des österreich-ungarischen Kronprinzen Rudolf                                  | 42    |       |
| 29. Januar | Franz Storno der Ältere            | österreich-ungarischer Maler, Architekt, Restaurator und Kunstsammler                   | 85    |       |
| 29. Januar | Helen Taylor                       | englische Frauenrechtlerin                                                              | 75    |       |
| 30. Januar | Samuel Dodd                        | US-amerikanischer Rechtsanwalt im Dienst der Standard Oil Company                       | 70    |       |
| 30. Januar | Ludwig Woltmann                    | deutscher Anthropologe, Zoologe und Neukantianer                                        | 35    |       |
| 30. Januar | Karl Wurmb                         | österreichischer Ingenieur, Eisenbahnpionier                                            | 56    |       |
| 31. Januar | Robert Balck                       | deutscher Verwaltungsjurist                                                             | 75    |       |
| 31. Januar | Anton Krause                       | deutscher Pianist, Dirigent, Komponist und Klavierlehrer                                |       |       |
| 31. Januar | Nikolaus Nilles                    | Kirchenrechtler                                                                         | 78    |       |
| 31. Januar | Paul Rogalla von Bieberstein       | deutscher Offizier, zuletzt preußischer Generalmajor und Autor                          | 71    |       |
|            | Émile Burnouf                      | französischer Indologe und Altphilologe                                                 | 85    |       |

## Februar
| Tag         | Name                                         | Beruf, bekannt als                                                              | Alter | Beleg |
| ----------- | -------------------------------------------- | ------------------------------------------------------------------------------- | ----- | ----- |
| 1. Februar  | Wilhelm von Herder                           | deutscher Rittergutsbesitzer und Politiker, MdL (Königreich Sachsen)            | 82    |       |
| 1. Februar  | Léon Serpollet                               | französischer Unternehmer                                                       | 48    |       |
| 2. Februar  | William H. Flack                             | US-amerikanischer Politiker                                                     | 45    |       |
| 2. Februar  | Rodolphe Julian                              | französischer Maler und Gründer der Académie Julian in Paris                    | 67    |       |
| 2. Februar  | Dmitri Iwanowitsch Mendelejew                | russischer Chemiker                                                             | 72    |       |
| 2. Februar  | Anna Reuß zu Köstritz                        | Fürstin zu Stolberg-Wernigerode                                                 | 70    |       |
| 2. Februar  | Wilhelm Stang                                | deutscher römisch-katholischer Bischof von Fall River                           | 52    |       |
| 3. Februar  | Vincențiu Babeș                              | rumänischer Jurist, Politiker und Publizist                                     | 86    |       |
| 4. Februar  | Paul Adam                                    | deutscher Zitherspieler, Instrumentallehrer, Dirigent und Komponist             | 50    |       |
| 4. Februar  | Tonio Bödiker                                | erster Präsident des Reichsversicherungsamtes                                   | 63    |       |
| 4. Februar  | Heinrich Buhl                                | deutscher Rechtswissenschaftler                                                 | 58    |       |
| 4. Februar  | Gabriel Hubert Iser                          | deutscher Reichsgerichtsrat                                                     | 80    |       |
| 4. Februar  | Charles Parlange                             | US-amerikanischer Jurist und Politiker                                          | 55    |       |
| 4. Februar  | Friedrich Westermann                         | deutscher Verleger                                                              | 66    |       |
| 5. Februar  | Heinrich Bödeker                             | Lübecker Pädagoge und Politiker                                                 | 53    |       |
| 5. Februar  | Ludwig von Kobell                            | bayerischer Verwaltungs- und Hofbeamter                                         | 66    |       |
| 5. Februar  | Josef Mauracher                              | österreichischer Orgelbauer                                                     | 62    |       |
| 5. Februar  | Nikolai Alexandrowitsch Menschutkin          | russischer Chemiker                                                             | 64    |       |
| 5. Februar  | Ludwig Thuille                               | österreichischer Komponist, Hochschullehrer                                     | 45    |       |
| 6. Februar  | Gottlieb Burckhardt                          | Schweizer Psychiater, Neurologe und Psychochirurg                               | 70    |       |
| 6. Februar  | Eduard Engelhorn                             | deutscher Verwaltungsbeamter                                                    | 76    |       |
| 6. Februar  | Josef Witzlsperger                           | deutscher Landwirt und Politiker (Zentrum), MdR                                 | 68    |       |
| 7. Februar  | Eberhard Binder                              | Schweizer Politiker                                                             | 52    |       |
| 7. Februar  | George Joachim Goschen, 1. Viscount Goschen  | britischer Politiker und Geschäftsmann                                          | 75    |       |
| 7. Februar  | Benjamin W. Harris                           | US-amerikanischer Politiker                                                     | 83    |       |
| 7. Februar  | Preston Leslie                               | US-amerikanischer Politiker                                                     | 87    |       |
| 7. Februar  | Martin Josef Říha                            | Bischof von Budweis                                                             | 67    |       |
| 8. Februar  | Alfred Kirchhoff                             | deutscher Geograf                                                               | 68    |       |
| 8. Februar  | John Franklin Rixey                          | US-amerikanischer Politiker                                                     | 52    |       |
| 8. Februar  | Hendrik Willem Bakhuis Roozeboom             | niederländischer Chemiker                                                       | 52    |       |
| 9. Februar  | August Seidel                                | Unternehmer und Abgeordneter                                                    | 69    |       |
| 9. Februar  | Viktor Stomps                                | deutscher Richter und Parlamentarier                                            | 80    |       |
| 9. Februar  | Georg von Zastrow                            | preußischer Generalmajor                                                        | 60    |       |
| 10. Februar | Wilhelm Farr                                 | deutscher Bürgermeister und Mitglied des preußischen Abgeordnetenhauses         | 73    |       |
| 10. Februar | Aimé Charles Vincent von Palézieux-Falconnet | Fürstenadjutant in Weimar                                                       | 63    |       |
| 10. Februar | William Howard Russell                       | irischer Journalist                                                             | 85    |       |
| 10. Februar | Richard Ulbricht                             | deutscher Agrikulturchemiker                                                    | 72    |       |
| 11. Februar | Margot Begemann                              | Geliebte Vincent van Goghs                                                      | 65    |       |
| 11. Februar | Christen Dalsgaard                           | dänischer Maler                                                                 | 82    |       |
| 11. Februar | Carl August Ferdinand Theodor Tischendorf    | norwegisch-schweizerischer Eisenbahningenieur                                   | 67    |       |
| 12. Februar | Carl Christian Baum                          | deutscher Maschinenkonstrukteur                                                 | 66    |       |
| 12. Februar | Heinrich Courth                              | deutscher Rechtsanwalt und Politiker                                            | 78    |       |
| 12. Februar | Frank W. Higgins                             | US-amerikanischer Politiker                                                     | 50    |       |
| 12. Februar | Stanislaus Maronski                          | polnischer Historiker                                                           | 81    |       |
| 12. Februar | Peter Johannes de Neui                       | Schmiedegeselle und Missionar der nordwestdeutschen Baptisten                   | 78    |       |
| 12. Februar | Henry Francis Pelham                         | britischer Althistoriker                                                        | 60    |       |
| 12. Februar | Muriel Robb                                  | britische Tennisspielerin, Wimbledon-Siegerin 1902                              | 28    |       |
| 13. Februar | Marcel Alexandre Bertrand                    | französischer Geologe                                                           | 59    |       |
| 13. Februar | Utto Kornmüller                              | Komponist, Kirchenmusiker und Mönch in der bayerischen Benediktinerabtei Metten | 83    |       |
| 14. Februar | Abraham Ellison Garrett                      | US-amerikanischer Politiker                                                     | 76    |       |
| 14. Februar | Robert Otto                                  | deutscher Chemiker und Pharmazeut                                               | 69    |       |
| 14. Februar | Franz Johannes von Rottenburg                | preußischer Jurist und Politiker                                                | 61    |       |
| 14. Februar | Adolf Seel                                   | deutscher Maler                                                                 | 77    |       |
| 15. Februar | Ludwig Brefeld                               | preußischer Beamter und Handelsminister (Preußen)                               | 69    |       |
| 15. Februar | Clemens Menken                               | deutscher Jurist und Politiker (Zentrum), MdR                                   | 94    |       |
| 15. Februar | Marie Zacharias                              | deutsche Zeichnerin                                                             | 78    |       |
| 16. Februar | Giosuè Carducci                              | italienischer Dichter und Redner                                                | 71    |       |
| 16. Februar | Clementine d’Orléans                         | Prinzessin von Frankreich                                                       | 89    |       |
| 16. Februar | Cornelius Fredericks                         | Führer der Aman im heutigen Namibia                                             |       |       |
| 16. Februar | Hermann von Königsbrunn                      | österreichischer Landschaftsmaler                                               | 83    |       |
| 16. Februar | Robert Neill                                 | US-amerikanischer Politiker                                                     | 68    |       |
| 17. Februar | Wilhelm von Bezold                           | deutscher Physiker                                                              | 69    |       |
| 17. Februar | Julius Bleichröder                           | deutscher Bankier                                                               | 78    |       |
| 17. Februar | Ferdinand Justi                              | deutscher Orientalist                                                           | 69    |       |
| 17. Februar | Gustav von Korompay                          | österreichischer Architekt und Maler                                            | 74    |       |
| 17. Februar | Henry Steel Olcott                           | Mitbegründer der Theosophischen Gesellschaft und ihr erster Präsident           | 74    |       |
| 17. Februar | Albrecht Poppe                               | deutscher Zoologe und Schriftsteller                                            | 59    |       |
| 18. Februar | Paul Krabler                                 | deutscher Mediziner                                                             | 66    |       |
| 18. Februar | Charles Wilson Pierce                        | US-amerikanischer Politiker                                                     | 83    |       |
| 19. Februar | Anton Bärnfeind                              | österreichischer Politiker                                                      | 73    |       |
| 19. Februar | Hermann Bärwald                              | deutscher Pädagoge und Autor                                                    | 78    |       |
| 19. Februar | William Hales Hingston                       | kanadischer Politiker und Arzt                                                  | 77    |       |
| 19. Februar | Albert Meyer-Brunner                         | Schweizer Zollbeamter                                                           | 76    |       |
| 19. Februar | Al Sieber                                    | deutscher Auswanderer, Soldat im Amerikanischen Bürgerkrieg                     | 63    |       |
| 19. Februar | Mychajlo Tschalyj                            | ukrainischer Pädagoge, Schriftsteller, Journalist und Biograph                  | 90    |       |
| 19. Februar | Heinrich von Wlislocki                       | siebenbürgischer Sprachwissenschaftler und Volkskundler                         | 50    |       |
| 20. Februar | Horace Davey, Baron Davey                    | britischer Jurist und Politiker                                                 | 73    |       |
| 20. Februar | Henri Moissan                                | französischer Chemiker und Nobelpreisträger für Chemie                          | 54    |       |
| 21. Februar | Erik Gustaf Boström                          | schwedischer Politiker und Ministerpräsident                                    | 65    |       |
| 21. Februar | John Cunneen                                 | US-amerikanischer Jurist und Politiker                                          | 58    |       |
| 21. Februar | Guido Krafft                                 | österreichischer Agrarwissenschaftler                                           | 62    |       |
| 21. Februar | Ernst Posselt                                | deutscher Kaufmann und Kunstsammler                                             | 69    |       |
| 22. Februar | John T. Dunn                                 | US-amerikanischer Politiker                                                     | 68    |       |
| 22. Februar | Franz Peterelli                              | Schweizer Landwirt, Jurist und Politiker                                        | 59    |       |
| 23. Februar | Leopold Auspitz                              | österreichischer k.k. Generalmajor und Schriftsteller                           | 68    |       |
| 23. Februar | Julius Zielke                                | deutscher Maler                                                                 | 80    |       |
| 24. Februar | Franz Xaver von Funk                         | römisch-katholischer Priester und Professor für Patrologie                      | 66    |       |
| 24. Februar | Otto Goldschmidt                             | deutscher Komponist                                                             | 77    |       |
| 24. Februar | Ludwig von Lerchenfeld-Köfering              | deutscher Gutsbesitzer und Kammerpräsident                                      | 69    |       |
| 24. Februar | Georg Friedrich Louis Thomas                 | deutscher Mediziner                                                             | 69    |       |
| 25. Februar | Wilhelm von Diez                             | deutscher Maler                                                                 | 68    |       |
| 25. Februar | Gustav Garlepp                               | deutscher Naturaliensammler, Naturalienhändler und Ornithologe                  | 44    |       |
| 25. Februar | Karl Mayer-Eymar                             | Schweizer Geologe und Paläontologe                                              | 80    |       |
| 26. Februar | Charles William Alcock                       | englischer Fußballspieler und -funktionär                                       | 64    |       |
| 26. Februar | Dominique C. Fabronius                       | US-amerikanischer Maler und Lithograf                                           | 79    |       |
| 26. Februar | Hodgson Pratt                                | englischer Pazifist                                                             | 83    |       |
| 26. Februar | James Wilfrid Ryan                           | US-amerikanischer Politiker                                                     | 48    |       |
| 26. Februar | Friedrich Setz                               | österreichischer Beamter und Architekt                                          | 69    |       |
| 26. Februar | Santiago de los Santos Garza Zambrano        | mexikanischer Geistlicher, Erzbischof von Linares o Nueva León                  | 69    |       |
| 27. Februar | Julius Grossmann                             | deutscher Uhrmacher und Lehrer                                                  | 77    |       |
| 27. Februar | Joseph Lewinsky                              | österreichischer Schauspieler                                                   | 71    |       |
| 27. Februar | Adolf Sabor                                  | deutscher Politiker (SPD), MdR                                                  | 65    |       |
| 27. Februar | Theodor Vernaleken                           | deutscher Germanist                                                             | 95    |       |
| 28. Februar | Karoline Gräfin Hunyady                      | ungarische Adelige, Hofdame bei Kaiserin Elisabeth von Österreich-Ungarn        | 70    |       |
|             | Bedros Keresteciyan                          | osmanischer Linguist, Journalist und Übersetzer                                 |       |       |
|             | Friedrich August Nestler                     | deutscher Politiker und Abgeordneter im Sächsischen Landtag                     | 89    |       |

## März
| Tag      | Name                                  | Beruf, bekannt als                                                                                              | Alter | Beleg |
| -------- | ------------------------------------- | --- | ----- | ----- |
| 1. März  | Karl Gayer                            | deutscher Forstwissenschaftler                                                                                  | 84    |       |
| 1. März  | Lambert Guppenberger                  | österreichischer Pfarrer, Lehrer und Schriftsteller                                                             | 68    |       |
| 1. März  | August Manns                          | britischer Mi13.litärkapellmeister und Dirigent preußischer Herkunft                                            | 81    |       |
| 1. März  | Charles Pontus                        | königlich Belgischer Generalleutnant und Kriegsminister                                                         | 77    |       |
| 1. März  | Seaborn Reese                         | US-amerikanischer Politiker                                                                                     | 60    |       |
| 2. März  | Anton Baumann                         | deutscher Braumeister und als Unternehmer Begründer des Kur- und Badewesens in Bad Schwartau                    | 55    |       |
| 2. März  | Karl Rolfus                           | katholischer Priester, Klostergründer                                                                           | 88    |       |
| 2. März  | Wassili Jakowlewitsch Zinger          | russischer Mathematiker und Botaniker                                                                           | 71    |       |
| 3. März  | Rudolf Lange                          | deutscher Schauspieler                                                                                          | 77    |       |
| 3. März  | William Henry Sowden                  | US-amerikanischer Politiker                                                                                     | 66    |       |
| 3. März  | Wilhelm Stieglitz                     | deutscher Jurist und Beamter                                                                                    | 76    |       |
| 4. März  | Karl Dilthey                          | deutscher klassischer Philologe und Archäologe                                                                  | 67    |       |
| 4. März  | Valentin le Désossé                   | französischer Cancan-Tänzer                                                                                     | 64    |       |
| 5. März  | Friedrich Blass                       | deutscher Philologe                                                                                             | 64    |       |
| 5. März  | Samuel E. Merwin                      | US-amerikanischer Politiker                                                                                     | 75    |       |
| 5. März  | James O’Brien                         | US-amerikanischer Politiker                                                                                     | 65    |       |
| 5. März  | Johann Baptist Wolff                  | deutscher Ingenieur, Unternehmer und Politiker                                                                  | 78    |       |
| 6. März  | Karl Heinrich von Boetticher          | deutscher Beamter und Politiker, MdR                                                                            | 74    |       |
| 6. März  | Gottfried von Bülow                   | deutscher Archivar und Historiker                                                                               | 75    |       |
| 6. März  | Arno Cabisius                         | deutscher Opernsänger (Bariton), Regisseur und Theaterleiter                                                    | 63    |       |
| 6. März  | Frank T. Campbell                     | US-amerikanischer Politiker                                                                                     | 70    |       |
| 6. März  | Curt Alexander Edelmann               | deutscher Hüttenmann                                                                                            | 65    |       |
| 6. März  | Tatsumi Naofumi                       | japanischer General                                                                                             | 61    |       |
| 7. März  | Rudolf Christian Dümmatzen            | deutscher Weinhändler und Politiker, MdHB                                                                       | 71    |       |
| 7. März  | Victor Alphonse Duvernoy              | französischer Pianist und Komponist                                                                             | 64    |       |
| 8. März  | Georg Aarland                         | deutscher Chemiker, Hochschullehrer, Redakteur und Unternehmer                                                  | 57    |       |
| 8. März  | Marinos Antypas                       | griechischer Journalist und einer der ersten sozialistischen Aktivisten des Landes                              |       |       |
| 8. März  | Arthur Eysoldt                        | deutscher Jurist und liberaler Politiker, MdR, MdL (Königreich Sachsen)                                         | 74    |       |
| 8. März  | Eduard Pilsak von Wellenau            | österreichischer k.u.k. Feldmarschallleutnant                                                                   | 83    |       |
| 8. März  | Otto von Scholley                     | österreichischer Feldmarschalleutnant                                                                           | 83    |       |
| 8. März  | Franz Xaver Wagner                    | deutsch-amerikanischer Konstrukteur und Erfinder                                                                | 69    |       |
| 9. März  | Ricardo Anckermann                    | deutsch-spanischer Maler                                                                                        | 64    |       |
| 9. März  | Joseph Bernardi                       | deutscher Landschaftsmaler                                                                                      | 80    |       |
| 9. März  | Emil von Boetticher                   | deutsch-baltischer Politiker und Bürgermeister                                                                  | 70    |       |
| 9. März  | John Alexander Dowie                  | schottischer Kongregationalist in den Vereinigten Staaten                                                       | 59    |       |
| 9. März  | Thomas Hanbury                        | britischer Kaufmann                                                                                             | 74    |       |
| 9. März  | Édouard Hospitalier                   | französischer Ingenieur und Journalist                                                                          |       |       |
| 9. März  | James L. Pugh                         | US-amerikanischer Politiker (Demokratische Partei)                                                              | 86    |       |
| 10. März | Louis Riedel                          | deutscher Marineoffizier, zuletzt Konteradmiral                                                                 | 57    |       |
| 11. März | Clinton Babbitt                       | US-amerikanischer Politiker                                                                                     | 75    |       |
| 11. März | Jean Casimir-Perier                   | französischer Staatspräsident, Ministerpräsident, Präsident der Nationalversammlung                             | 59    |       |
| 11. März | Max Gebbert                           | Mechaniker und Mitbegründer des Unternehmens Schall                                                             | 51    |       |
| 11. März | Dimitar Petkow                        | bulgarischer Politiker und Ministerpräsident                                                                    |       |       |
| 11. März | Josef Reidlinger                      | Politiker, Ringofenbesitzer und Wirtschaftsbesitzer                                                             |       |       |
| 11. März | Franz Sacher                          | österreichischer Konditor, gilt als der Erfinder der Sachertorte                                                | 90    |       |
| 12. März | Gabriel Anrep                         | schwedischer Genealoge und Autor                                                                                | 85    |       |
| 13. März | Mary Tenney Castle                    | US-amerikanische Missionarin und Philanthropin                                                                  | 87    |       |
| 13. März | Kajetan Hoffmann                      | salzburgischer Geistlicher                                                                                      | 66    |       |
| 13. März | Fritz Scheel                          | deutsch-amerikanischer Dirigent                                                                                 | 54    |       |
| 14. März | Hugo von Brackel                      | deutscher Rittergutsbesitzer und Verwaltungsbeamter                                                             | 72    |       |
| 14. März | Karl Konstantin von Fechenbach        | Publizist und Politiker                                                                                         | 70    |       |
| 14. März | Théodore Fontana                      | Schweizer Jurist und Politiker                                                                                  | 56    |       |
| 14. März | Julius Naue                           | deutscher Maler                                                                                                 | 73    |       |
| 14. März | François Clément Sommier              | französischer Zeichner, Radierer und Aquarellist                                                                |       |       |
| 14. März | Franz von Voß                         | Oberbürgermeister von Halle (Saale)                                                                             | 90    |       |
| 15. März | Manuel Lisandro Barillas Bercián      | guatemaltekischer General und Präsident                                                                         | 62    |       |
| 15. März | Fritz Schider                         | österreichischer Maler und Radierer                                                                             | 61    |       |
| 16. März | Albert Samuel Gatschet                | Schweizer Ethnologe                                                                                             | 74    |       |
| 16. März | Wilhelm Neumann                       | deutscher Architekt und Baubeamter                                                                              | 80    |       |
| 16. März | John O’Leary                          | irischer Republikaner und Fenier                                                                                | 76    |       |
| 17. März | Rudolf Aderhold                       | deutscher Botaniker und Mykologe                                                                                | 42    |       |
| 17. März | Friedrich Dircksen                    | deutscher Bauingenieur und Baubeamter                                                                           | 33    |       |
| 17. März | Karel Knittl                          | tschechischer Komponist, Dirigent und Musikpädagoge                                                             | 53    |       |
| 17. März | Ernesto Köhler                        | Flötist und Komponist                                                                                           | 57    |       |
| 17. März | Karl Perseke                          | deutscher Landwirtschaftslehrer und Fachbuchautor                                                               | 63    |       |
| 17. März | Paolo Serrao                          | italienischer Komponist und Musikpädagoge                                                                       | 76    |       |
| 17. März | Helgo Zettervall                      | schwedischer Architekt                                                                                          | 75    |       |
| 18. März | Marcelin Berthelot                    | französischer Chemiker und Politiker                                                                            | 79    |       |
| 18. März | Aimé Laussedat                        | französischer Offizier und Wissenschaftler                                                                      | 87    |       |
| 19. März | Thomas Bailey Aldrich                 | US-amerikanischer Autor und Herausgeber                                                                         | 70    |       |
| 19. März | Heinrich von Below                    | deutscher Rittergutsbesitzer und Verwaltungsbeamter                                                             | 50    |       |
| 19. März | Ferdinand Fagerlin                    | schwedischer Maler                                                                                              | 82    |       |
| 19. März | Wladimir Nikolajewitsch Graf Lamsdorf | russischer Diplomat und Außenminister                                                                           | 62    |       |
| 19. März | Bernhard von Werder                   | preußischer General der Infanterie                                                                              | 84    |       |
| 20. März | Heinrich von Korn                     | deutscher Verlagsbuchhändler und Kommunalpolitiker                                                              | 77    |       |
| 20. März | Ottomar Rosenbach                     | deutscher Arzt                                                                                                  | 56    |       |
| 21. März | Marie-Marthe Chambon                  | Salesianerin und Mystikerin                                                                                     | 66    |       |
| 21. März | Christian Neuhaus                     | dänischer Fotograf                                                                                              | 74    |       |
| 22. März | Frederick Halterman                   | US-amerikanischer Politiker                                                                                     | 75    |       |
| 23. März | Jakob Glur                            | Schweizer Baumeister                                                                                            | 65    |       |
| 23. März | Ludwig Haase                          | österreichischer Maler                                                                                          | 79    |       |
| 23. März | Konstantin Petrowitsch Pobedonoszew   | russischer Jurist, Staatsbeamter, Denker und Publizist                                                          | 79    |       |
| 24. März | Heinrich Grimberg                     | deutscher Unternehmer                                                                                           | 73    |       |
| 24. März | Andrei Nikolajewitsch Markowitsch     | ukrainisch-russischer Ethnograph, Jurist, Philanthrop und Musiker                                               | 76    |       |
| 25. März | Franz von Arenberg                    | deutscher Diplomat und Politiker (Zentrum), MdR                                                                 | 57    |       |
| 25. März | Ernst von Bergmann                    | deutschbaltischer Chirurg und Hochschullehrer                                                                   | 70    |       |
| 25. März | Thomas Forrester                      | neuseeländischer Architekt irischer Abstammung                                                                  | 68    |       |
| 25. März | Moses T. Stevens                      | US-amerikanischer Politiker                                                                                     | 81    |       |
| 25. März | Friedrich Uppenborn                   | deutscher Elektrotechniker                                                                                      | 48    |       |
| 25. März | Rudolf Lenk von Wolfsberg             | österreichischer Offizier                                                                                       | 72    |       |
| 26. März | Richard Bömke                         | deutscher Kaufmann, Kommerzienrat und Stadtverordneter der Stadt Essen                                          | 61    |       |
| 26. März | Ettore Roesler Franz                  | italienischer Maler deutscher Abstammung                                                                        | 61    |       |
| 26. März | Léon Richet                           | französischer Maler                                                                                             |       |       |
| 26. März | Carl Scholl                           | Revolutionär und Theologie                                                                                      | 86    |       |
| 27. März | Pierre Denis                          | französischer Kommunarde                                                                                        | 78    |       |
| 27. März | Karl Gussow                           | deutscher Maler und Hochschullehrer                                                                             | 64    |       |
| 28. März | Oskar Doebner                         | deutscher Chemiker                                                                                              | 56    |       |
| 28. März | Johann Michael Raich                  | deutscher Priester und Mainzer Domherr                                                                          | 75    |       |
| 28. März | Gustav Stierlin                       | Schweizer Mediziner und Entomologe                                                                              | 85    |       |
| 28. März | Carl Theodor Wagner                   | deutscher Uhrmachermeister und Unternehmer                                                                      | 80    |       |
| 28. März | Ludwig von Zimmerle                   | deutscher Reichsgerichtsrat                                                                                     | 75    |       |
| 29. März | Luigi Macchi                          | italienischer Priester, Kurienkardinal der katholischen Kirche                                                  | 75    |       |
| 31. März | Arthur Baessler                       | deutscher Anthropologe und Forschungsreisender                                                                  | 49    |       |
| 31. März | Heinrich Föhring                      | deutscher Jurist und Politiker, MdHB                                                                            |       |       |
| 31. März | Eduard Wassiljewitsch Frisch          | deutschbaltischer Politiker, Vorsitzender des russischen Staatsrates                                            | 74    |       |
| 31. März | Galusha A. Grow                       | US-amerikanischer Politiker (Demokratische bzw. Republikanische Partei) sowie Sprecher des Repräsentantenhauses | 83    |       |
|          | Theodor Alexander Weber               | deutscher Maler                                                                                                 | 68    |       |